# Guelmims flygplats
Guelmims flygplats är en flygplats i staden Guelmim i Marocko.   Den ligger i provinsen Guelmim och regionen Guelmim-Oued Noun, 600 km sydväst om huvudstaden Rabat.